# 명가 (드라마)
《명가》(名家)는 2010년 1월 2일부터 2010년 2월 21일까지 KBS 1TV에서 방영된 한국방송공사 주말 특별기획 드라마이다. 전작이자 KBS 2TV에서 방영된 《열혈 장사꾼》 후속작이지만 KBS 1TV로 옮겨 편성되었는데 KBS는 해당 드라마에 앞서 《파라다이스 목장》을 내보낼 예정이었으나 채널, 시간대 변경과 함께 불발됐고 결국 SBS에서 8시 50분 월화 미니시리즈로 간신히 편성됐다.
한편, 이 작품은 경주 최부자댁 이야기를 다루었으나 당시 정권 실세였던 최시중 전 방송통신위원회 위원장이 경주 최씨 종친회 회장이란 이유로 논란을 일으켰다.

## 기획 의도
부자에 대한 대중적 시각이 곱지 않은 한국에서 최초로 “제대로 된 부자”로 경주 최씨 일가의 이야기를 다룸으로써 정당한 부(富)의 축적과 도덕적 부(富)의 행사 과정을 보여주고 한국의 명가(名家)를 통해 우리 문화의 전통과 긍지를 오늘에 되살린다.

## 등장 인물

### 주요 인물
- 차인표 : 최국선 (최준) 역 (아역 여진구)
- 한고은 : 한단이 역 (아역 문가영)
- 김성민 : 김원일 역 (아역 노영학)

### 최국현의 주변 인물
- 고정민 : 정씨부인 역 - 최국선의 아내
- 김영철 : 최진립 역 - 최국선의 정신적 지주이자 할아버지
- 최일화 : 최동량 역 - 최국선의 아버지
- 안해숙 : 최동량의 아내 역 - 최국선의 어머니
- 안정훈 : 반돌 역 (아역 윤석현) - 최씨 집안의 노비, 최국선의 몸종
- 김덕현 : 이 서방 역 - 최씨 집안의 노비, 훗날 최국선의 조력자
- 장순국 : 옥동 역 - 최씨 집안의 노비, 최진립의 몸종, 반돌의 아버지
- 김혜정 : 영산댁 역 - 최씨 집안의 노비, 반돌의 어머니

### 한단이의 주변 인물
- 정동환 : 장길택 역 - 조선 최대 갑부, 역관
- 김명수 : 김수만 역 - 최진립 장군의 부관
- 이한수 : 상남 역 - 한단이의 첫 번째 양아버지

### 김원일의 주변 인물
- 이희도 : 김자춘 역
- 최종원 : 최원영 역
- 김선화 : 김자춘의 아내 역
- 정한헌 : 심원교 역

### 그 외 인물
- 육동일 : 무봉이 역
- 채민희 : 일선 역
- 김주영 : 임흥주 역 - 경강 대행수
- 임병기 : 허기순 역 - 칠패 대행수
- 이미숙 : 유씨부인 역

## 시청률
| 2010년      | 2010년      | 2010년        | 2010년        |
| 회차        | 방송일      | 시청률 (전국) | 시청률 (전국) |
| 회차        | 방송일      | TNmS시청률    | AGB시청률     |
| ----------- | ----------- | ------------- | ------------- |
| 제1회       | 1월 2일     | 11.6%         | 12.5%         |
| 제2회       | 1월 3일     | 11.7%         | 11.9%         |
| 제3회       | 1월 9일     | 12.5%         | 13.2%         |
| 제4회       | 1월 10일    | 12.4%         | 14.2%         |
| 제5회       | 1월 16일    | 11.0%         | 12.1%         |
| 제6회       | 1월 17일    | 11.7%         | 13.0%         |
| 제7회       | 1월 23일    | 10.6%         | 12.3%         |
| 제8회       | 1월 24일    | 10.0%         | 11.7%         |
| 제9회       | 1월 30일    | 10.2%         | 11.4%         |
| 제10회      | 1월 31일    | 10.9%         | 10.9%         |
| 제11회      | 2월 6일     | 10.3%         | 12.3%         |
| 제12회      | 2월 7일     | 11.7%         | 13.0%         |
| 제13회      | 2월 13일    | 9.3%          | 9.9%          |
| 제14회      | 2월 14일    | 9.1%          | 10.4%         |
| 제15회      | 2월 20일    | 10.3%         | 12.7%         |
| 제16회      | 2월 21일    | 10.9%         | 11.9%         |
| 평균 시청률 | 평균 시청률 | 10.9%         | 12.1%         |

위의 표는 TNmS 미디어코리아와 AGB 닐슨미디어리서치 가 각 공식사이트에 공개한 시청률을 바탕으로 작성된 것이다. 빨간색 수치는 최고 시청률, 파란색 수치는 최저 시청률을 나타낸다.

## 참고 사항
- 한고은 (한단이 역)은 해당 작품의 후속작인 거상 김만덕 집필자 김진숙 작가의 전 집필작이었던 MBC 백조의 호수 여주인공 신세희 역 물망에 한때 거론됐으나[5] 고사했다.

## 같이 보기
- 경주 최씨
- 대구대학(현 영남대학교)

| 한국방송공사 주말 특별기획 드라마                 | 한국방송공사 주말 특별기획 드라마       | 한국방송공사 주말 특별기획 드라마              |
| 이전 작품                                         | 작품명                                  | 다음 작품                                      |
| ------------------------------------------------- | --------------------------------------- | ---------------------------------------------- |
| 열혈 장사꾼 (2009년 10월 10일 ~ 2009년 12월 13일) | 명가 (2010년 1월 2일 ~ 2010년 2월 21일) | 거상 김만덕 (2010년 3월 6일 ~ 2010년 6월 13일) |